# Peristeria guttata
Peristeria guttata là một loài lan bản địa của the Neotropics.

## Hình ảnh

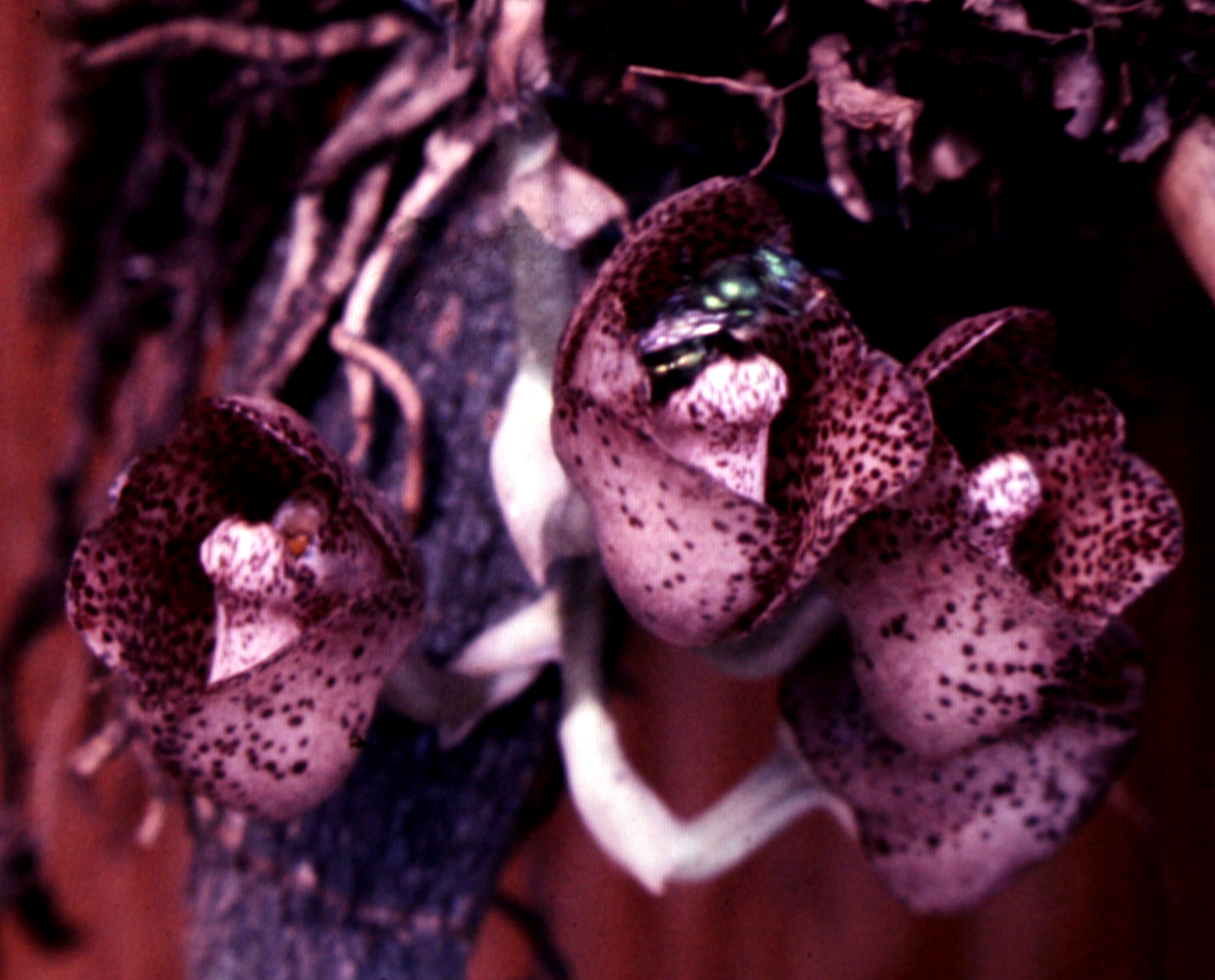
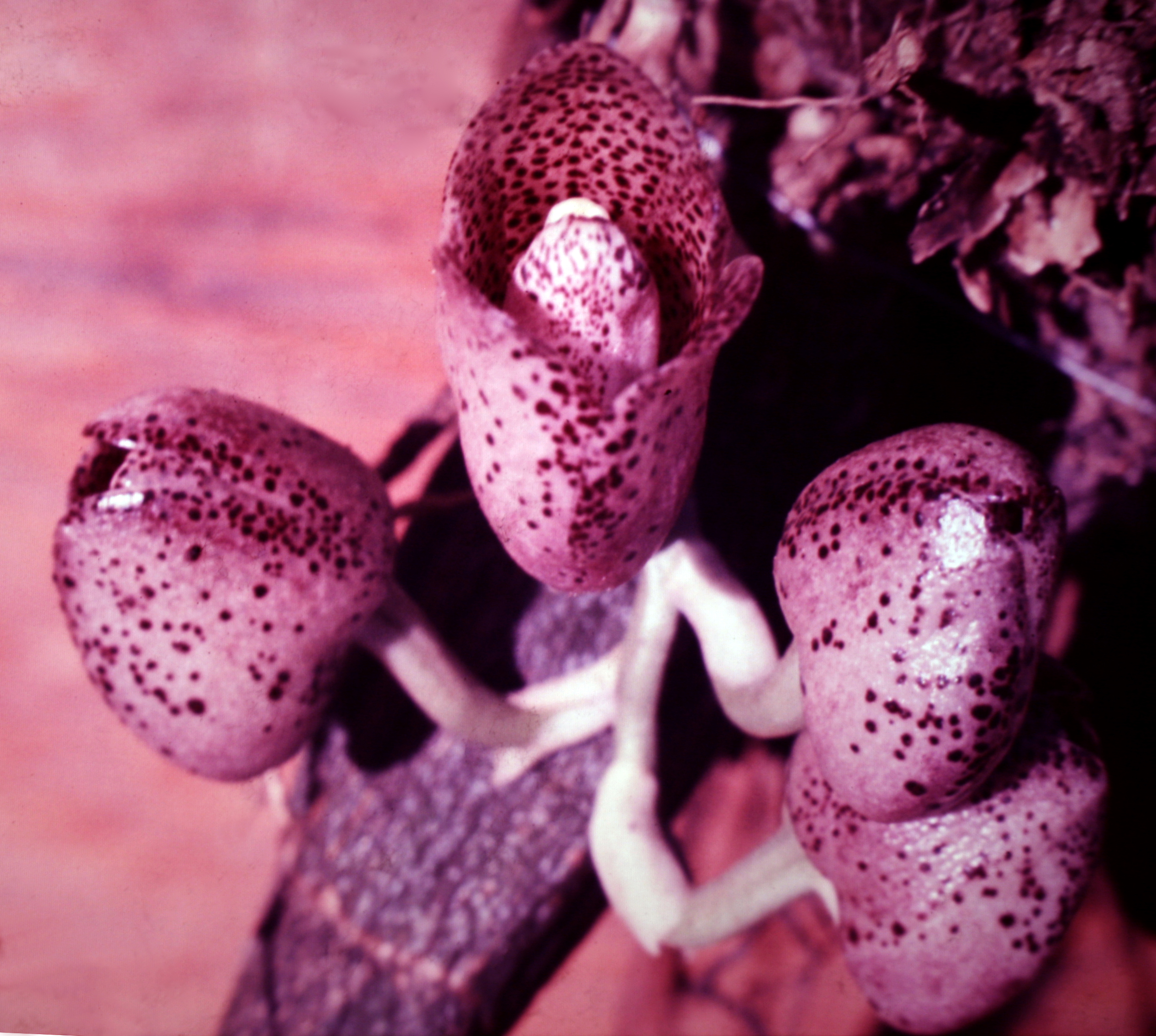
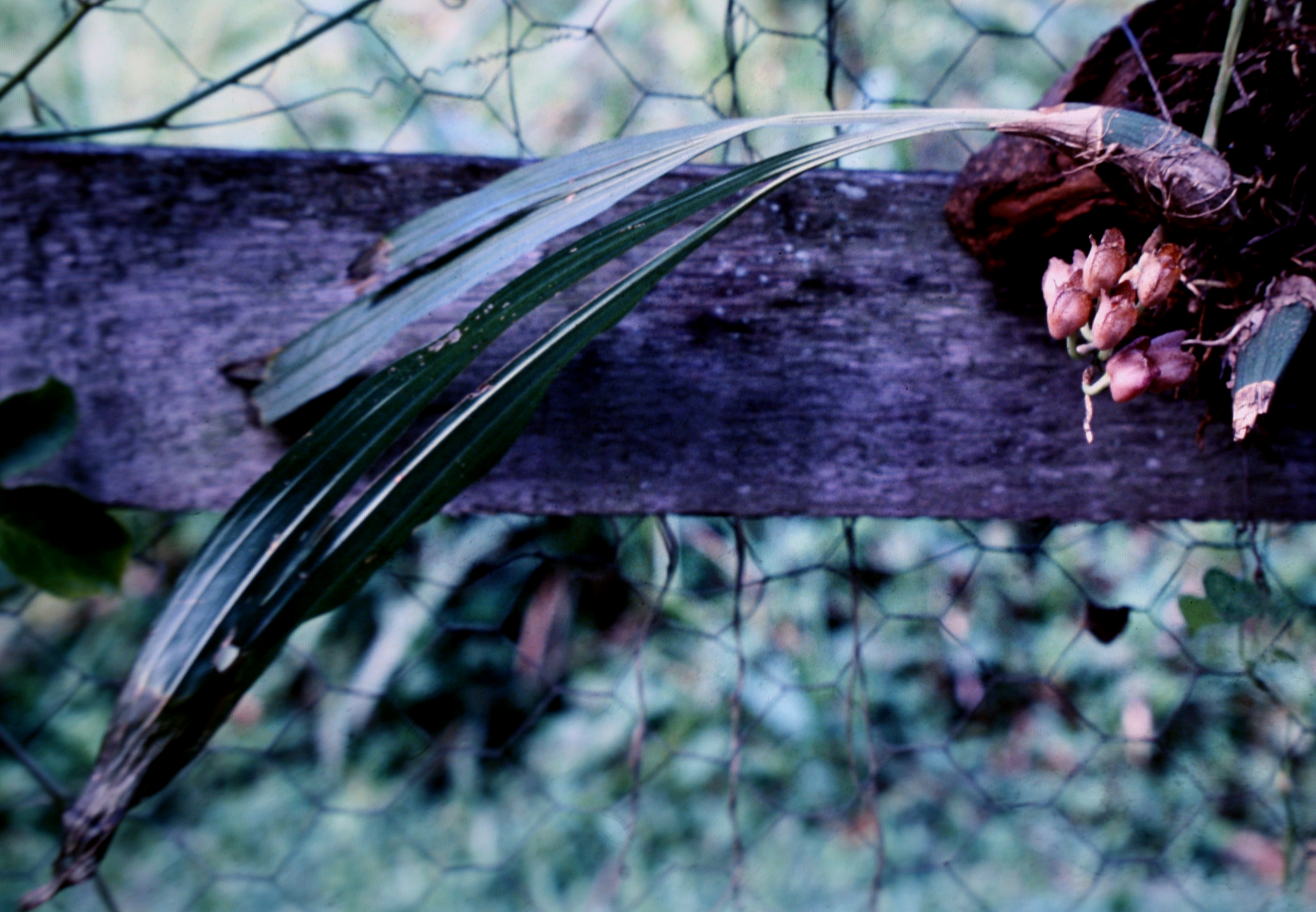